# Quốc ấn Hàn Quốc
Quốc ấn Đại Hàn Dân Quốc (tiếng Hàn Quốc: 대한민국의 국새/Daehan minguk guksae) là một ấn chương chính phủ được sử dụng cho mục đích của nhà nước tại Đại Hàn Dân Quốc. Quốc ấn được khắc với các ký tự được gọi là injang.
Từ cuối thế kỷ 20, thiết kế của con dấu bao gồm tên chính thức của Hàn Quốc được viết bằng chữ Hàn Quốc bên trong một hình vuông; trong thế kỷ 20 chữ Hán đã được sử dụng.

## Lịch sử
Sau khi thành lập Hàn Quốc vào tháng 8 năm 1948, chính phủ Hàn Quốc đã thông qua vào tháng 5 năm 1949 một quốc ấn mới là guksae (tiếng Hàn Quốc: 국새; 國璽). Nó được sử dụng trong việc ban hành hiến pháp, chỉ định các thành viên nội các và đại sứ, hội nghị của mệnh lệnh quốc gia và các tài liệu quan trọng ngoại giao.
Thiết kế của con dấu đã được sửa đổi nhiều lần trong nhiều năm. Phiên bản đầu tiên của con dấu, được sử dụng cho đến đầu những năm 1960, đã sử dụng các ký tự Hanja. Vào cuối thế kỷ 20, chữ được thay đổi để chỉ sử dụng các chữ cái tiếng Hàn.
Quốc ấn hiện tại là phiên bản thứ năm và được thiết kế vào tháng 9 năm 2011, được thông qua vào tháng 10 năm 2011.

## Biến thể

Quốc ấn (1919–1949) (Hán Việt: Đại Hàn Dân quốc Lâm thời Chính phủ ấn)
Quốc ấn (1949–1962) (Hán Việt: Đại Hàn Dân quốc chi tỷ)
Quốc ấn (1963–1999)
Quốc ấn (1999–2008)
Quốc ấn (2008–2010)
Quốc ấn (2010–2011)
Quốc ấn (2011–nay)